# Smári McCarthy
Smári McCarthy, né le 7 février 1984 à Reykjavik, est un homme politique et écrivain irlando-islandais. Il est connu pour ses travaux relatifs à la démocratie directe, la transparence et la confidentialité.

## Biographie
Né à Reykjavik, en Islande, il est le fils de Kolbrún Óskarsdóttir et d'Eugene McCarthy. À l'âge de 1 an, avec sa famille il déménage en Angleterre. Il a 9 ans quand la famille s'établit de nouveau en Islande, et s'installe à Vestmannaeyjar, un archipel au large de la côte sud. Il étudie les mathématiques à l'Université d'Islande.[réf. nécessaire]